# 15760 Albion
A 15760 Albion (ideiglenes jelöléssel 1992 QB1) egy Neptunuszon túli kisbolygó, melyet 1992. augusztus 30-án fedezett fel D. C. Jewitt és J. X. Luu a Hawaii-on található Mauna Kea Obszervatóriumban. Ez volt a harmadik felfedezett transzneptunuszi objektum a Pluto és annak holdja, a Charon után. 2018 januárjáig több mint 2400 hasonló égitestet fedeztek a Kuiper-övben.
A kisbolygó felfedezése indította el a vitákat arról, hogy a Pluto hivatalosan tekinthető-e bolygónak vagy sem. A vita eredményeként végül a Nemzetközi Csillagászati Unió (IAU) 2006. augusztus 24-én a Pluto-t törpebolygóvá minősítette.

## Neve
A kisbolygó ideiglenes neve 1992 QB1 volt, a sajtó azonban gyakran "Smiley"-nak hívta. Érdekesség, hogy a fő aszteroidaövben valóban van egy Smiley nevű aszteroida, melynek névadója Charles Hugh Smiley csillagász.
A kisbolygót végül 2018. január 31-én nevezték el Albion-nak. Albion William Blake angol költő és festő műveinek gyakori főszereplője, egyben Anglia középkori elnevezése is egyben.

## Külső hivatkozások
- Beyond Jupiter: 15760 Albion, Nikolai Wünsche, Journal for Occultation Astronomy, October 2019
- The Discovery of the Kuiper Belt, David Jewitt, Astronomy Beat, 3 May 2010
- New Planet Found in the Outer Solar System, European Southern Observatory, 2 October 1992
- 1992 QB1 - First Object Discovered in Kuiper Belt, David Jewitt, 14 September 1992